# Anapistula jerai
Anapistula jerai är en spindelart som beskrevs av Harvey 1998. Anapistula jerai ingår i släktet Anapistula och familjen Symphytognathidae. Inga underarter finns listade i Catalogue of Life.